# Skælskør Skole
Skælskør Skole ligger i den vestsjællandsk by Skælskør i Slagelse kommune. Skælskør Skole ligger i det centrale Skælskør mellem nor og fjord tæt ved kirken og sejlklubben. Skolen har i september 2002 ligget på dette sted i 100 år. Skolen har elever fra 0. til 9. klasse, med tilknyttet SFO for de yngste elever.
Skoleleder Jimi Willesen og viceskoleleder Poul Kjær Sørensen. juni2018. 
Skolen har pr 2010 332 elever, fordelt på 175 drenge og 157 piger.